# Angel (película de 2007)
Ángel, también conocida como Real Life of Angel Deverell, de 2007, es la versión cinematográfica de la novela homónima de Elizabeth Taylor, sobre la vida de una escritora apasionada. La protagonista fue interpretada por Romola Garai. Otros personajes fueron interpretados por Sam Neill y Charlotte Rampling, entre otros.

## Sinopsis
El ascenso y caída de una escritora joven y excéntrica, en el siglo XX.

## Elenco
- Romola Garai como Angel Deverell.
- Sam Neill como Théo.
- Lucy Russell como Nora Howe-Nevinson.
- Michael Fassbender como Esmé.
- Charlotte Rampling como Hermione.
- Jacqueline Tong como Madre Deverell.
- Janine Duvitski como Tía Lottie.
- Christopher Benjamin como Lord Norley.
- Tom Georgeson como Marvell.
- Simon Woods como Clive Fennelly.
- Jemma Powell como Angelica.
- Alison Pargeter como Edwina.
- Seymour Matthews como Norley Doctor.
- Una Stubbs como Miss Dawson.
- Rosanna Lavelle como Lady Irania.
- Geoffrey Streatfield como Sebastian.
- Roger Morlidge como Periodista.
- Teresa Churcher como Gobernadora.
- Alexandre Garcia-Hidalgo como Invitado de Fiesta.
- Roland Javornik como Invitado de Fiesta.
- David Vanholsbeeck como Soldado herido en Café.
- Seamus como Sultan (el perro).